# Sächsisches Oberbergamt

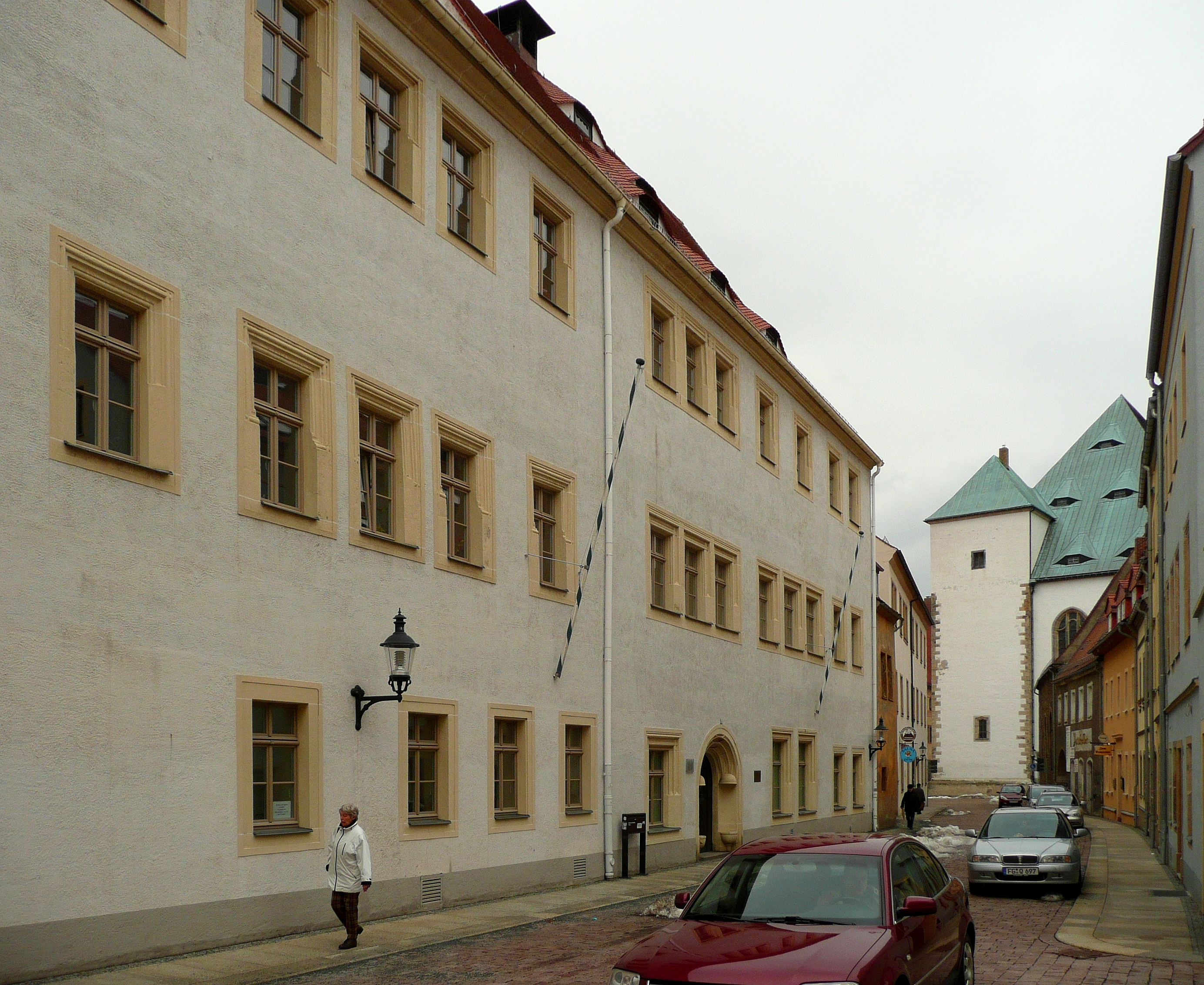
Das Sächsische Oberbergamt in der Freiberger Kirchgasse

Das Sächsische Oberbergamt ist die Ausführungsbehörde für das Bergrecht in Sachsen. Es untersteht dem Sächsischen Staatsministerium für Wirtschaft, Arbeit und Verkehr.

## Geschichte

### Vorgeschichte
Ausgehend von den Silberfunden im Jahr 1168 entwickelte sich Freiberg zum Zentrum des erzgebirgischen bzw. sächsischen Erzbergbaus. Das Ältere Freiberger Bergrecht wurde wahrscheinlich um das Jahr 1300 erstmals schriftlich festgehalten. Für die weitere Entwicklung des Bergrechts hatte es jedoch keine Bedeutung. Ausschlaggebend hierfür war das Jüngere Freiberger Bergrecht, das im Zeitraum zwischen 1346 und 1375 niedergeschrieben wurde und auf dem Iglauer Bergrecht aufbaut.
Ab 1470 riefen ergiebige Silberfunde im Erzgebirge (Schneeberg, Annaberg-Buchholz, Marienberg) ein neues, das zweite Berggeschrei hervor. Der Bergbau expandierte rasch und im Zuge dieser Entwicklung setzte Anfang des 16. Jahrhunderts der schrittweise Aufbau einer einheitlichen Bergverwaltung für das albertinische Sachsen ein. Die 1509 von Georg dem Bärtigen erlassene Annaberger Bergordnung ergänzte das Freiberger Bergrecht und löste es teilweise ab und stellte bis ins 19. Jahrhundert hinein eine maßgebliche Grundlage des mitteleuropäischen Bergrechts dar.

### Herausbildung Mitte des 16. Jahrhunderts
Die noch heute in der Literatur wiederholt kolportierte Nennung des 1. Juli 1542 als „Gründungsdatum des Oberbergamtes“ beruht auf einem Irrtum. Bei dem in diesem Zusammenhang erwähnten angeblich erstem Oberberghauptmann, „Wolf von Schönberg auf Neue Sorge“, handelte es sich in Wirklichkeit um den nach der Münzordnung vom 1. Juli 1542 zu einem der Aufseher über die Einhaltung dieser Ordnung im so genannten Gebirgischen Kreis bestimmten Räte Herzog Moritz´. Wolf von Schönbergs Titel „Oberhauptmann“ bezog sich dabei lediglich auf die von ihm ausgeübte Tätigkeit eines Verwalters der schönburgischen Herrschaften Glauchau und Waldenburg.
Das (erst seit Mitte des 17. Jahrhunderts so bezeichnete) Oberbergamt bildete sich in einem längeren historischen Prozess seit der Mitte des 16. Jahrhunderts allmählich heraus. Begonnen hatte dieser Prozess der Installation einer landesübergreifenden (zunächst herzöglichen, seit 1547 kursächsischen) Bergverwaltung unter Herzog Moritz mit der Bestallung von Simon Bogner zum Bergvoigt und von Hans Röhling zum Bergamtsverwalter zur „Rechnung Matthei“ (21. Sept.) 1545. Dieser Installationsprozess fand durch die Einsetzung von Hans Röhlings Sohn Markus Röhling als Oberbergmeister für das albertinische Kurfürstentum Sachsen im Jahre 1554 einen gewissen Abschluss. Als erste Funktionsvorgänger der Oberberghauptleute des 17. Jahrhunderts kann man den 1577 zum Bergamtmann berufenen Lorenz von Schönberg zu Reinsberg sowie den 1588 zum Berghauptmann ernannten Christoph von Schönberg sehen.
Nach der durch Kurfürst Moritz am 5. August 1547 verabschiedeten Kanzleiordnung wurden fünf Kreise mit jeweils einem Oberhauptmann an der Spitze geschaffen. Erster Oberhauptmann des Gebirgischen Kreises war Heinrich von Gersdorff. Da in diesem Kreis die wichtigsten kursächsischen Bergstädte und deren Reviere lagen, war er – neben den vielfältigen von ihm wahrzunehmenden allgemeinen Verwaltungsaufgaben, denjenigen zur Gewährung der militärischen Sicherheit sowie des Finanzwesens – auch für das Bergwesen zuständig. Ihm unterstanden deshalb sowohl die Amtleute der kursächsischen Ämter als auch die genannten Funktionsträger der mittleren Bergverwaltung. Bei den Oberhauptleuten des Gebirgischen Kreises handelte es sich also nicht um die Funktionsvorgänger der späteren Oberberghauptleute (Oberberghauptmann/Berghauptmann) – diese fungierten als Leiter einer Spezial- oder Fachbehörde, dem Oberbergamt –, sondern um die ersten Vertreter landesherrlicher Verwaltungseinheiten, die hierarchisch zwischen dem neu gegründeten Hofrat und den Ämtern eingeordnet waren. Die Funktion der (später so bezeichneten) Kreishauptleute bestand auch nach dem vollkommenen Ausbau des kursächsischen Oberbergamtes (mit einem Oberberghauptmann bzw. Berghauptmann an der Spitze dieser Fachbehörde) bis weit ins 18. Jahrhundert fort.

### Ende des 16. Jahrhunderts bis Auflösung 1868

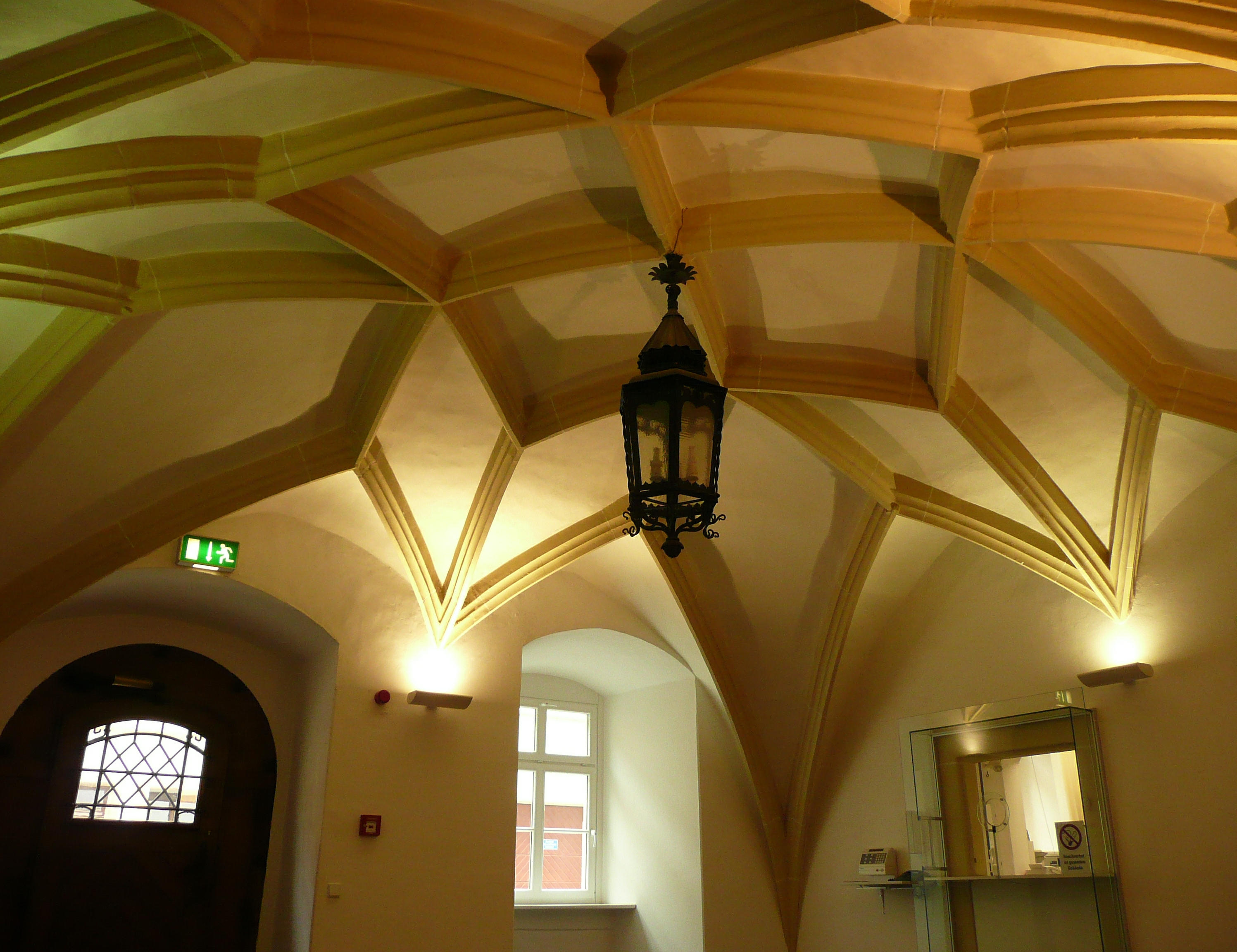
Sterngewölbe im Erdgeschoss des Sächsischen Oberbergamtes

Bis 1869 übernahm das Oberbergamt auf der Grundlage des Bergregals im Rahmen des Direktionsprinzips und im Sinne der Gewinnmaximierung für die sächsischen Kurfürsten und Könige die wirtschaftliche und technische Leitung aller Bergwerke. Damit einher ging der Aufbau eines geologischen Dienstes (später Abteilung für Geognostische Landesuntersuchung). Immer wieder setzten das Oberbergamt bzw. die Oberberghauptleute auch bedeutsame wissenschaftliche Zeichen. So prägte der Oberberghauptmann Hans Carl von Carlowitz 1713 den Begriff der Nachhaltigkeit. Wenige Jahrzehnte später waren Oberberghauptmann Friedrich Wilhelm von Oppel und Generalbergkommissar Friedrich Anton von Heynitz maßgeblich an der Gründung der Bergakademie Freiberg beteiligt.
Im Zuge der Industrialisierung und Liberalisierung wurde das Direktionsprinzip durch das Allgemeine Berggesetz für das Königreich Sachsen vom 16. Juni 1868 abgelöst, das mit Beginn des nächsten Berg-Rechnungsjahrs am 3. Januar 1869 in Kraft trat. Das Bergregal wurde durch die Bergfreiheit für Erze und den Staatsvorbehalt für Salze ersetzt. Organisatorisch folgte dem Direktionsprinzip das Inspektionsprinzip, welches die Aufsicht der Bergbehörde weitgehend auf Sicherheitsfragen beschränkte. Mit einem weiteren Gesetz vom 1. Dezember 1868 wurde das vorherige Oberbergamt und die Bergämter von Freiberg, Marienberg und Schwarzenberg aufgelöst und in ein gesamtsächsisches Bergamt zu Freiberg umgewandelt. In den Regionen waren danach Bergmeister zuständig.
Zum 1. April 1943 wurde das Sächsische Oberbergamt zusammen mit den anderen deutschen Oberbergämtern zur zentralen Reichsbergbehörde zusammengefasst. Damit endete vorerst dessen 400-jährige Geschichte als Landesbergbehörde.

### Wiedereinsetzung 1923 bis Auflösung 1946
Durch das Allgemeine Berggesetz vom 9. August 1923 wurden auch die sächsischen Bergbehörden neu gegliedert. Das (Landes-)Bergamt Freiberg wurde wieder zum Oberbergamt und die bisherigen Berginspektionen in Dresden, Leipzig, Stollberg und Zwickau wurden zu Bergämtern. Als Mittelbehörde unterstand das Oberbergamt zunächst dem Sächsischen Ministerium für Finanzen, ab 1935 dem Sächsischen Wirtschaftsministerium und ab 1940 dem Reichswirtschaftsministerium. Nach der Annexion des Sudetenlandes wurden 1939 auch die böhmischen Bergämter Brüx (Most), Teplitz (Teplice), Komotau (Chomutov) und Karlsbad (Karlovy Vary) dem sächsischen Oberbergamt unterstellt. 1943 kam noch der thüringische Landkreis Altenburg hinzu.
Im August 1945 setzte die Sächsische Landesverwaltung das Oberbergamt mit den untergeordneten Bergämtern Dresden, Leipzig, Stollberg, Zwickau und Görlitz wieder ein. Diese hatten aber nur kurze Zeit Bestand. Mit Befehl Nummer 323 vom 20. November 1946 ordnete die Sowjetische Militäradministration die Auflösung des Oberbergamt zum 1. Dezember 1946 an, nachdem die Bergämter schon im Juli 1946 in Technische Bergbauinspektionen umbenannt worden waren. Zur Abwicklung verblieb in Freiberg eine Überleitungsstelle. Die Aufgaben gingen u. a. auf die Bergbauinspektionen und das Direktorat der Kohleindustrie über. Mit der Verwaltungsreform von 1952 endete die Existenz des Landes Sachsen und die restlichen Aufgaben wurden auf die Bezirke aufgeteilt.

### Neugründung 1991
Nach der Wiedervereinigung wurde 1991 wieder ein sächsisches Oberbergamt eingerichtet, das für Arbeitssicherheit, Gesundheitsschutz, Umweltschutz und Rohstoffsicherung im sächsischen Bergbau zuständig ist. Das Oberbergamt führte 2013 die Betriebsaufsicht über 231 Gewinnungsbetriebe mit Förderung (darunter 227 Betriebe des Steine- und Erdenbergbaus und die vier sächsischen Braunkohletagebaue Nochten, Reichwalde, Vereinigtes Schleenhain und Profen) und 95 Gewinnungsbetriebe ohne Förderung sowie über 95 Sanierungsbetriebe und -anlagen (darunter u. a. die Anlagen des Wismut-Uranerzbergbaus). Einen weiteren Schwerpunkt bildet die Sanierung von historischen Altbergbauanlagen, insbesondere von alten Wasserlösungsstollen wie dem Rothschönberger Stolln und dem Marx-Semler-Stolln.

## Dienstsitz
Sitz des im Dezember 1991 wiedererrichteten Amtes ist Freiberg, wo es auf eine lange Tradition gründet und auch mit der Bergakademie Freiberg verbunden ist. Ursprünglich hatte das Bergamt seinen Sitz auf Schloss Freudenstein. 1679 erfolgte die Verlegung in das Freihaus der Familie Schönlebe in der Kirchgasse 11. Das um 1500 errichtete spätgotische Gebäude wurde im 19. Jahrhundert um eine Etage aufgestockt. Es verfügt im Erdgeschoss und ersten Obergeschoss über sehenswerte Sterngewölbe und Netzgewölbe. Im benachbarten Haus Kirchgasse 13 befand sich von 1679 bis 1859 das 1555 gegründete Oberhüttenamt.

## Berghauptleute
Unter den sächsischen Berghauptleuten waren so bedeutende Persönlichkeiten wie Abraham von Schönberg, Hans Carl von Carlowitz, Friedrich Wilhelm Heinrich von Trebra, Sigismund August Wolfgang von Herder und Johann Carl Freiesleben.

## Das Oberbergamt heute

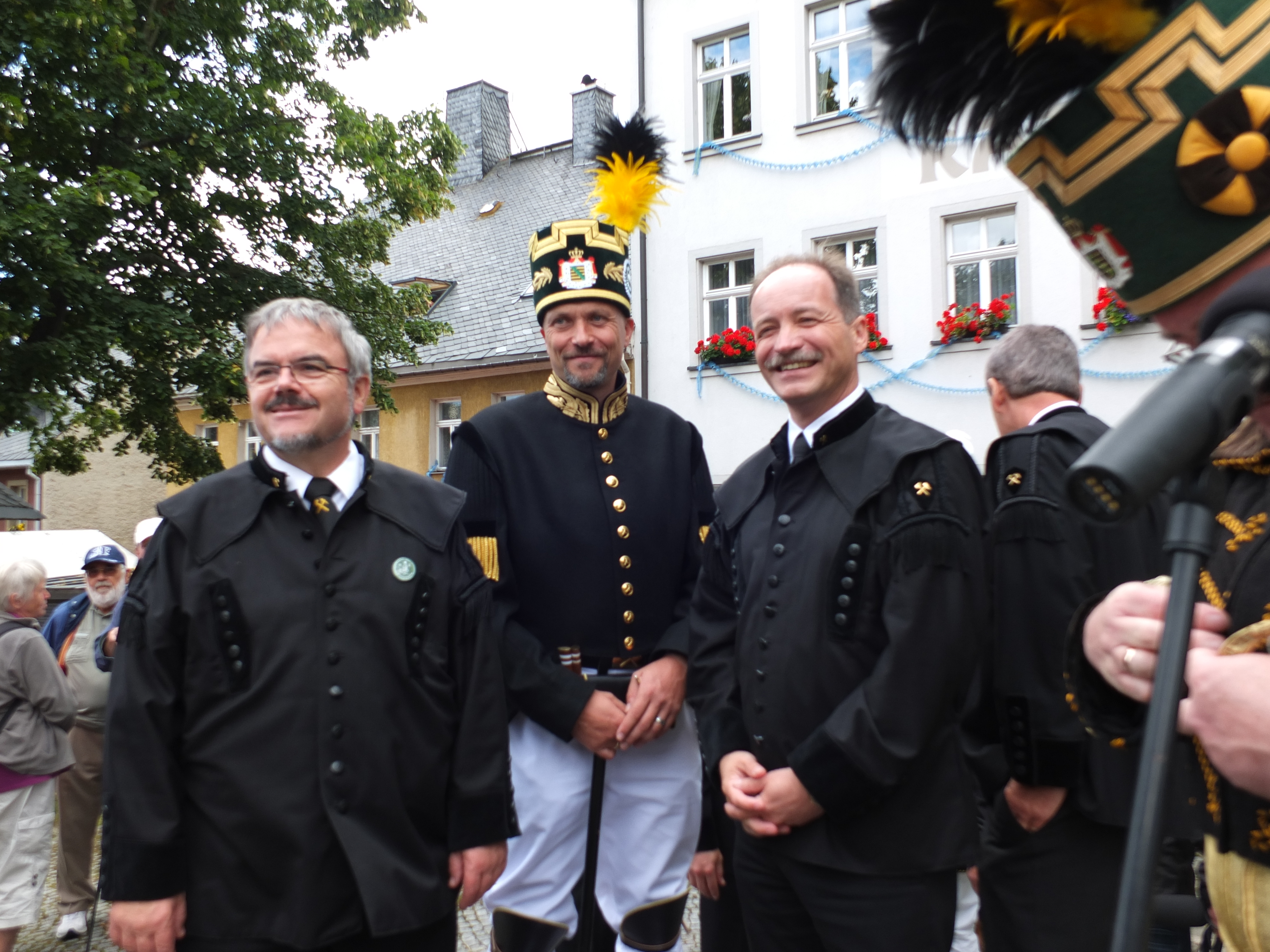
Oberberghauptmann Cramer (Mitte)

Das Sächsische Oberbergamt mit Sitz in Freiberg hat heute rund 85 Mitarbeiter in den Abteilungen „Zentrale Aufgaben“ (Abteilung 1), „Tagebau“ (Abteilung 2) und „Untertagebau“ (Abteilung 3). Oberberghauptmann ist seit 2011  Bernhard Cramer. Zu den Aufgaben des Oberbergamtes zählen insbesondere die Zulassung von Betriebsplänen, Bergaufsicht und Markscheidewesen, Sprengwesen und die Entrichtung von Feldes- und Förderabgaben. Durch die Sächsische Hohlraumverordnung ist das Oberbergamt zudem eine Sonderpolizeibehörde. Das Oberbergamt hält, besonders für Arbeitsunfälle, rund um die Uhr einen zentralen Bereitschaftsdienst bereit.